# فريدريش سيكست فون أرمين
كان فريدريش بيرترام سيكست فون أرمين (27 نوفمبر 1851 - 30 سبتمبر 1936) جنرالًا ألمانيًا شارك في الحرب الفرنسية البروسية والحرب العالمية الأولى. لقد شارك في الأخيرة في عدة المعارك على الجبهة الغربية، بما في ذلك معارك باشندايل وليز.

## النشأة
ولد أرمين في فتسلار، وهي من مقاطعة الراين، بروسيا. وبعد ترك المدرسة في عام 1870، انضم إلى فوج الحرس الغرينادي الرابع كطالب عسكري وأصيب بجروح خطيرة في الحرب الفرنسية البروسية في معركة جرافلوت. حصل على الصليب الحديدي، من الدرجة الثانية وتمت ترقيته إلى ملازم. لقد عمل بعد ذلك معاونًا للفوج وشغل أيضًا مناصب أخرى في هيئة الفوج. في عام 1900، تمت ترقية أرمين إلى أوبرست (عقيد) وأعطي قيادة فوج المشاة الخامس والخمسين. في العام التالي، عُيَّن رئيس أركان Gardekorps. تمت ترقيته إلى رتبة جنرال عام 1903 وإلى رتبة ملازم في عام 1906. وبعد فترة خدمة في المقر العام في عام 1908، تم تعيين أرمين قائدًا للفرقة الثالثة عشرة، المتمركزة في مونستر. في عام 1911، خلف باول فون هيندنبورغ كضابط قائد الفيلق الرابع في ماغديبورغ وفي عام 1913، تمت ترقيته إلى رتبة جنرال.

### العائلة
تزوج أرمين في 11 يونيو 1882 من كلارا بولين أوغست فون فوغتس ريتز (* 1 أكتوبر 1859 في برلين). هي ابنة الجنرال البروسي يولوس فون فوغتس ريتز. إن نجله هانز هاينريش كان لديه أيضًا مهنة عسكرية. وبصفته لفتنانت جنرال أصبح أسير حرب عام 1942 وتوفي في روسيا عام 1952.

## الحرب العالمية الأولى

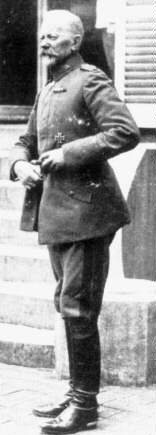

في بداية الحرب العالمية الأولى، كان أرمين والفيلق الرابع جزءً من الجيش الأول على الجبهة الغربية، حيث قاتلوا في حرب الخنادق التي حددت السنوات الأولى من الصراع. ولتعامله مع العمليات القتالية على الجبهة الغربية، ولا سيما في أراس وعلى سوم، فقد حصل على وسام الاستحقاق في عام 1916. وفي العام التالي عُيَّن قائدًا للجيش الرابع كما عمل أيضًا كقائد عام في منطقة فلاندرز. وخلال فترة عمله كقائد، صمد الجيش الرابع بعد عدة هجمات من الجيوش البريطانية والفرنسية، ولا سيما معركة إبرس الثالثة. ولأدائه كقائد، فقد حصل على وسام النسر الأسود، وكذلك كتلة أوراق البلوط إلى وسام الاستحقاق. كان أرمين لا يزال في قيادة الجيش الرابع خلال هجوم الربيع عام 1918. في 25 أبريل، استولت قواته على Kemmelberg، مع أنهم أجبروا في وقت لاحق على التراجع إلى خط دفاع أنتويرب - ميز. وبتوقيع الهدنة في 11 نوفمبر، تولى أرمين قيادة مجموعة الجيش أ وعاد معها إلى ألمانيا، حيث استقال بعد تسريح قواته.

## الحياة في وقت لاحق
بعد الحرب، عاش أرمين بماغديبورغ في مقاطعة ساكسونيا، حيث كان متحدثًا شعبيًا وقام بظهور متكرر في الأحداث العامة. توفي في عام 1936، وتم دفنه مع مرتبة الشرف العسكرية الكاملة.

## الأوسمة والجوائز
- فارس وسام النسر الأسود (بروسيا، حوالي 1917)
- فارس هاوس أوردر أوف هوهنزولرن
- وسام الاستحقاق (بروسيا، 10 أغسطس 1916)، مع كتلة أوراق البلوط (بروسيا، حوالي 1917)
- عضو في وسام القديس يوحنا (بايليويك براندنبورغ)
- الصليب الحديدي لعام 1870، الدرجة الثانية
- صليب القائد لأمر القديس هنري العسكري (ساكسونيا، 7 مايو 1918)
- فارس وسام ألبرت (ساكسونيا)
- فارس وسام فريدريش (Württemberg)
- فارس وسام بيرثولد الأول (بادن)
- وسام الاستحقاق العسكري (النمسا - المجر)
- لقب فخري "أسد فلاندرز"
- سميت ثكنات ماغديبرغ (1928) وSixt-von-Armin-Weg في ماغدبورغ (1933) على اسمه، وتم إعادة تسميتهما لاحقًا.